# Massanassa
Massanassa (Spanisch: Masanasa) ist eine Gemeinde in der spanischen Provinz Valencia. Sie befindet sich in der Comarca Huerta Sur in der Agglomeration von Valencia.

## Geografie
Das Gemeindegebiet von Massanassa grenzt an das der folgenden Gemeinden: Alfafar, Paiporta, Valencia und Catarroja, die alle in der Provinz Valencia liegen. 

## Demografie
| 3229 | 3336 | 3342 | 4272 | 4836 | 5023 | 5053 | 6010 | 6983 | 7632 | 7521 | 8918 | 9667 |

## Wirtschaft
Traditionell stellte die Landwirtschaft (Reis und Obst) die Haupteinnahmequelle dar. Die Nähe zu Valencia hat die Industrialisierung der Stadt begünstigt. Heutzutage hat sie eine sehr diversifizierte Industrie, die Textilproduktion und Holzverarbeitung einschließt.